# Łącko (gromada w powiecie nowosądeckim)
Łącko – dawna gromada, czyli najmniejsza jednostka podziału terytorialnego Polskiej Rzeczypospolitej Ludowej w latach 1954–1972.
Gromady, z gromadzkimi radami narodowymi (GRN) jako organami władzy najniższego stopnia na wsi, funkcjonowały od reformy reorganizującej administrację wiejską przeprowadzonej jesienią 1954 do momentu ich zniesienia z dniem 1 stycznia 1973, tym samym wypierając organizację gminną w latach 1954–1972.
Gromadę Łącko z siedzibą GRN w Łącku utworzono – jako jedną z 8759 gromad na obszarze Polski – w powiecie nowosądeckim w woj. krakowskim, na mocy uchwały nr 26/IV/54 WRN w Krakowie z dnia 6 października 1954. W skład jednostki weszły obszary dotychczasowych gromad Łącko i Kicznia oraz część dotychczasowej gromady Czarny Potok ze zniesionej gminy Łącko w tymże powiecie. Dla gromady ustalono 27 członków gromadzkiej rady narodowej.
30 czerwca 1960 do gromady Łącko przyłączono obszary zniesionych gromad Maszkowice i Zabrzeż.
31 grudnia 1961 do gromady Łącko przyłączono obszar zniesionej gromady Zagorzyn oraz wieś Czarny Potok ze zniesionej gromady Olszana.
Gromada przetrwała do końca 1972 roku, czyli do kolejnej reformy gminnej. Z dniem 1 stycznia 1973 roku reaktywowano gminę Łącko.